# Ins Centrum
Ins Centrum (Mitt i prick), op. 387, är en vals av Johann Strauss den yngre. Den spelades första gången den 22 juli 1880 i Pratern i Wien. 

## Historia
Valsen komponerades till en skyttefest i Pratern 18-25 juli 1880. Den spelades första gången den 22 juli vid en konsert med manskören Wiener Männergesang-Verein och Capelle Strauss under ledning av Eduard Strauss. Valsen börjar med en trumvirvel, ett "skott" från slagverket och ett solo för cittra. Ytterligare en trumvirvel och ett skott leder vidare till en marschbetonad melodi (som senare återkommer i Vals 2A) innan en sista trumvirvel, ett "skott" och en fanfar annonserar öppningen av själva valsen. I Vals 3A skall det sjungas "Eins! Zwei! Drei! (*Skott*). Ja in's Centrum! Hurrah!" 

## Om valsen
Speltiden är ca 10 minuter plus minus några sekunder beroende på dirigentens musikaliska tolkning.

## Weblänkar
- Der Walzer Ins Centrum i Naxos-utgåvan.